# Брендс-Гетч
| Назва                                    | Brands Hatch                                                               |
| Розташування                             | графство Кент, Велика Британія                                             |
| Географічні координати                   | 51°21′25″ п. ш. 0°15′47″ с. д.                                             |
| Основні події                            | Формула-1, Формула-2, A1, BTCC, DTM, WTCC, Європейська Ф-3, Британська Ф-3 |
| Довжина траси                            | 3,703 км.                                                                  |
| Повороти                                 | 9                                                                          |
| Рекорд кола в теперішній конфігурації    | 1'09.593 Найджел Менсел Williams (1986)                                    |
| Статистика в чемпіонатах світу Формули 1 |                                                                            |
| Перший Гран-Прі                          | Гран-Прі Великої Британії 1964 року                                        |
| Останній Гран-Прі                        | Велика Британія 1986 року                                                  |
| Проведено Гран-Прі                       | 14 (1964-82 (парні роки), 1983-86)                                         |
| Найбільше перемог у Гран-Прі на трасі    |                                                                            |
| Пілот                                    | Нікі Лауда (3)                                                             |
| Команда                                  | Lotus (4)                                                                  |

Брендс Хетч (англ. Brands Hatch) — автоспортивна траса в графстві Кент, Велика Британія.
Вона спочатку використовувалася як сільська траса для велосипедистів. Потім приймала 12 Гран-Прі Великої Британії і два Гран-Прі Європи з 1964 до 1986 року.
Щодо самої назви траси, то назва найімовірніше, галльського походження, від слова Брондехач (Brondehach), де «брон» означало дерев'яний схил, а «хач» — лісова галявина.

#### Конфігурація
Конфігурація автодрому складається з двох частин: кільця Гран-Прі, яке використовує повну довжину траси, та «кільце Інді», в якому поворот 4 завершується поворотом, який веде до повороту 9 і далі на дугу старт-фініш. Названий на честь проведення американських етапів серії Інді-Кар. Цей варіант також використовується для перегонів DTM і ВТСС.

#### Етапи Формули-1
- етапи Гран-Прі Європи

| Рік   | №.             | Пілот          | Виробник | Звіт |
| ----- | -------------- | -------------- | -------- | ---- |
| 1986  | Н. Менселл     | Williams-Honda | -        |      |
| 1985* | Н. Менселл     | Williams-Honda | -        |      |
| 1984  | Н. Лауда       | McLaren-TAG    | -        |      |
| 1983* | Н. Піке        | Brabham-BMW    | -        |      |
| 1982  | Н. Лауда       | McLaren-Ford   | -        |      |
| 1980  | А. Джонс       | Williams-Ford  | -        |      |
| 1978  | К. Рейтеманн   | Ferrari        | -        |      |
| 1976  | Н. Лауда       | Ferrari        | -        |      |
| 1974  | Дж. Шектер     | Tyrrell-Ford   | -        |      |
| 1972  | Е. Фіттіпальді | Lotus-Ford     | -        |      |
| 1970  | Й. Ріндт       | Lotus-Ford     | -        |      |
| 1968  | Й. Зіфферт     | Lotus-Ford     | -        |      |
| 1966  | Дж. Бребгем    | Brabham        | -        |      |
| 1964  | Дж. Кларк      | Lotus- Climax  | -        |      |

#### Перегони
На трасі Брендс-Гетч пройшов перший етап серії А1ГП, в 2005 році.
Крім цього, тут проводяться етапи Чемпіонату світу з турингу (WTCC), Світовий Супербайк (WSBK), але вже на кільці Гран-Прі — повному. Та використання повної версії траси наривається останнім часом на численні скарги місцевих мешканців через високий рівень шуму при проведенні змагань.
19 червня 2009 року, під час перегонів серії F2 сталася трагічна подія ― під час змагань в аварії загинув Генрі Сьортіз, син чемпіона світу Формула-1 1962 Джона Сьортіза, коли від боліду Джека Кларка відірвалося колесо, яке полетіло в його голову.